# 소인국 테마파크
소인국 테마파크는 제주특별자치도 서귀포시 안덕면 중산간서로 1878에 위치한 미니어처 테마파크이다. 2002년 4월 2일 문을 열었으며, 116개의 모형이 전시되어 있다.